# Giant's Causeway
Giant's Causeway (tức Đường Người Khổng Lồ) là vùng bờ biển thuộc hạt Altrim, Bắc Ireland, Vương quốc Anh. Bờ biển này thu hút rất đông khách du lịch và các nhà nghiên cứu đến đây bởi tại đây có khoảng 40.000 cột đá bazan khổng lồ màu đen được xếp ngay ngắn, kết quả của một vụ phun trào núi lửa cổ xưa. Ngoài ra, nó cũng được gọi là Clochán an Aifir hoặc Clochán na bhFomhórach trong tiếng Ireland và Giant's Causey bởi những người Ulster Scotland.
Nó nằm ở hạt Altrim, trên bờ biển phía đông bắc của Bắc Ireland, cách khoảng 3 dặm (4,8 km) về phía đông bắc của thị trấn Bushmills. Năm 1986, khu vực này đã được UNESCO công nhận là Di sản thế giới, và được Bộ Môi trường công nhận thành một khu bảo tồn thiên nhiên quốc gia vào năm 1987. Trong cuộc thăm dò độc giả năm 2005 của Radio Times, Giant's Causeway được coi là kỳ quan thiên nhiên xếp thứ tư ở Vương quốc Anh. Các cột bazan xếp với nhau tạo thành những bậc dẫn từ vách đá và từ từ đi xuống biển. Hầu hết các cột có hình lục giác, mặc dù một số cũng có bốn, năm, bảy hay tám cạnh. Cột cao nhất đạt tới 12 mét (39 ft), và dung nham đông đặc lại tại những vách đá có chiều cao tới 28 mét (92 ft).
Phần lớn Giant's Causeway và bờ biển Causeway được sở hữu và quản lý bởi National Trust, một tổ chức quốc gia cho những nơi có giá trị lịch sử hay vẻ đẹp thiên nhiên. Đây cũng là một trong số những điểm thu hút khách du lịch ghé thăm nhiều nhất Bắc Ireland. Phần còn lại của di sản này là thuộc sở hữu của Crown Estate và một số chủ đất tư nhân.

## Địa chất
Khoảng 50 đến 60 triệu năm trước, trong thời kỳ Paleogen, Antrim đã chịu cường độ cao của các hoạt động núi lửa, các dòng dung nham xâm nhập qua các vách đá phấn để tạo thành một cao nguyên dung nham rộng lớn. Khi nham thạch nguội đi, xảy ra hiện tượng co giãn vì nhiệt. Co ngang dẫn tới gãy một cách tương tự như hình thành bùn khô, các vết nứt truyền xuống và hạ dần nhiệt độ do độ dày, tạo thành các cấu trúc cột. Trong nhiều trường hợp gãy ngang tạo thành mặt phía dưới đó là lồi trong khi mặt trên lại là lõm. Kích thước của các cột được xác định chủ yếu bởi tốc độ dung nham nguội đi. Các cột bazan ngày nay là một phần của một cao nguyên núi lửa rộng lớn ban đầu được gọi là cao nguyên Thulean hình thành trong kỷ Paleogen.

## Hình ảnh

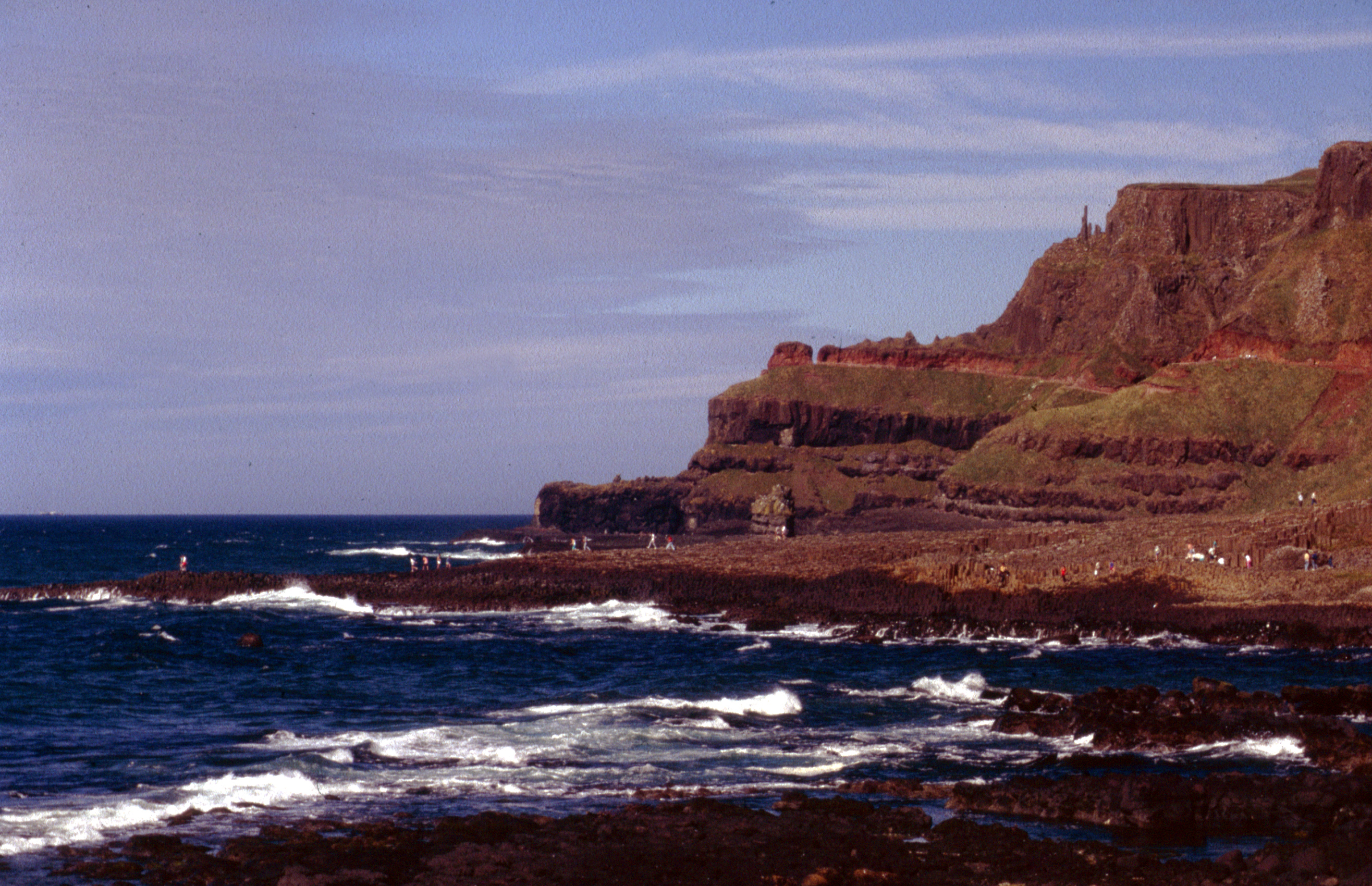
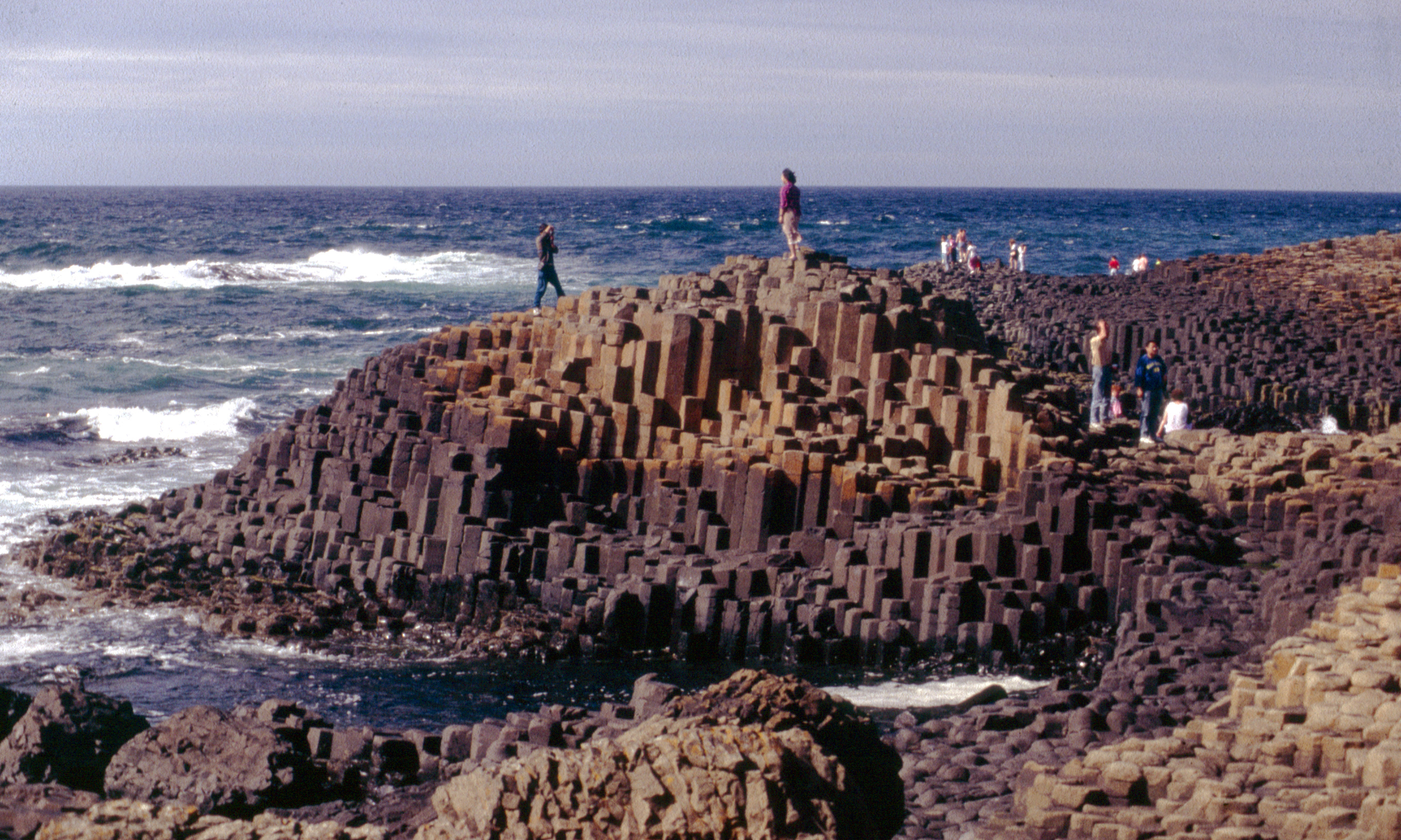
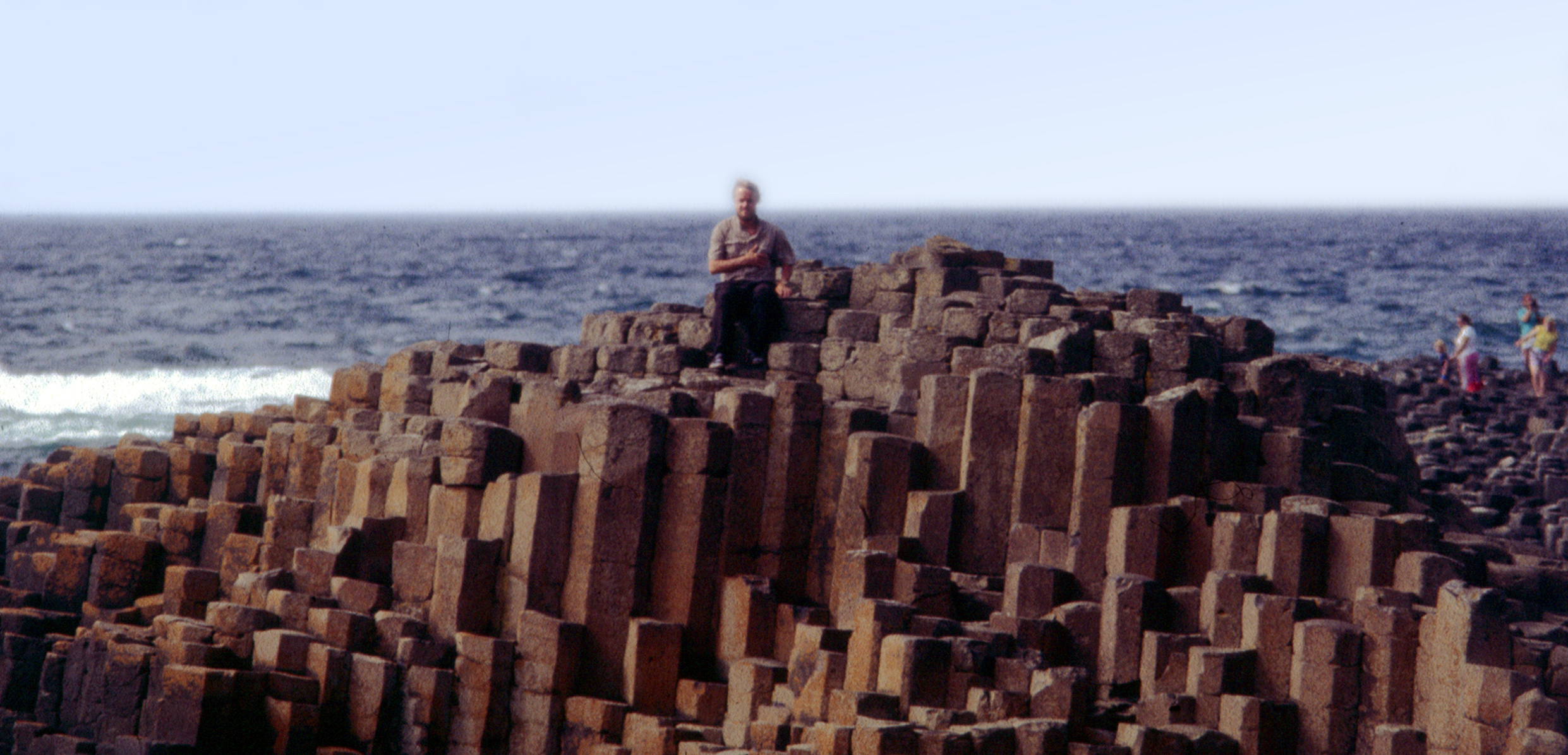
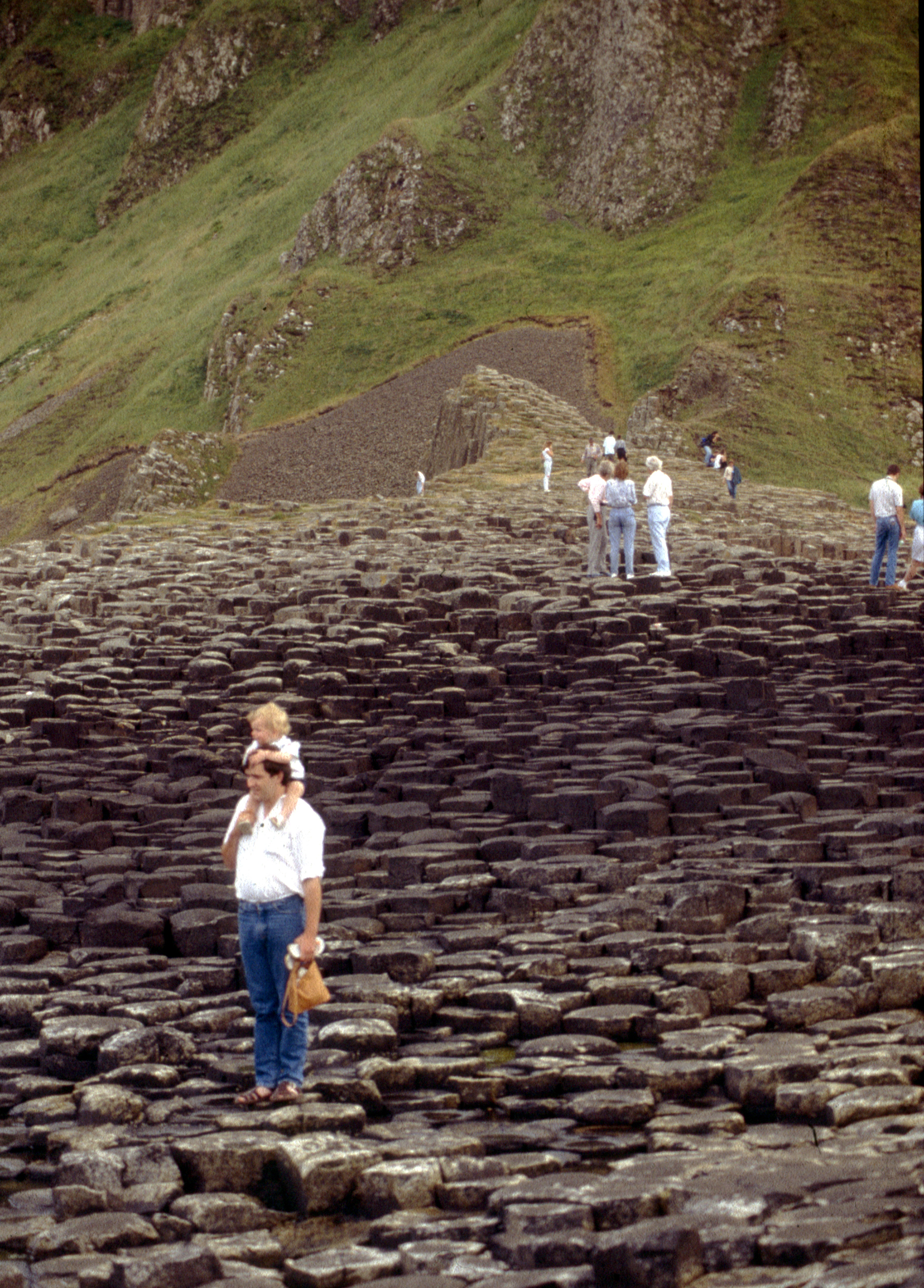
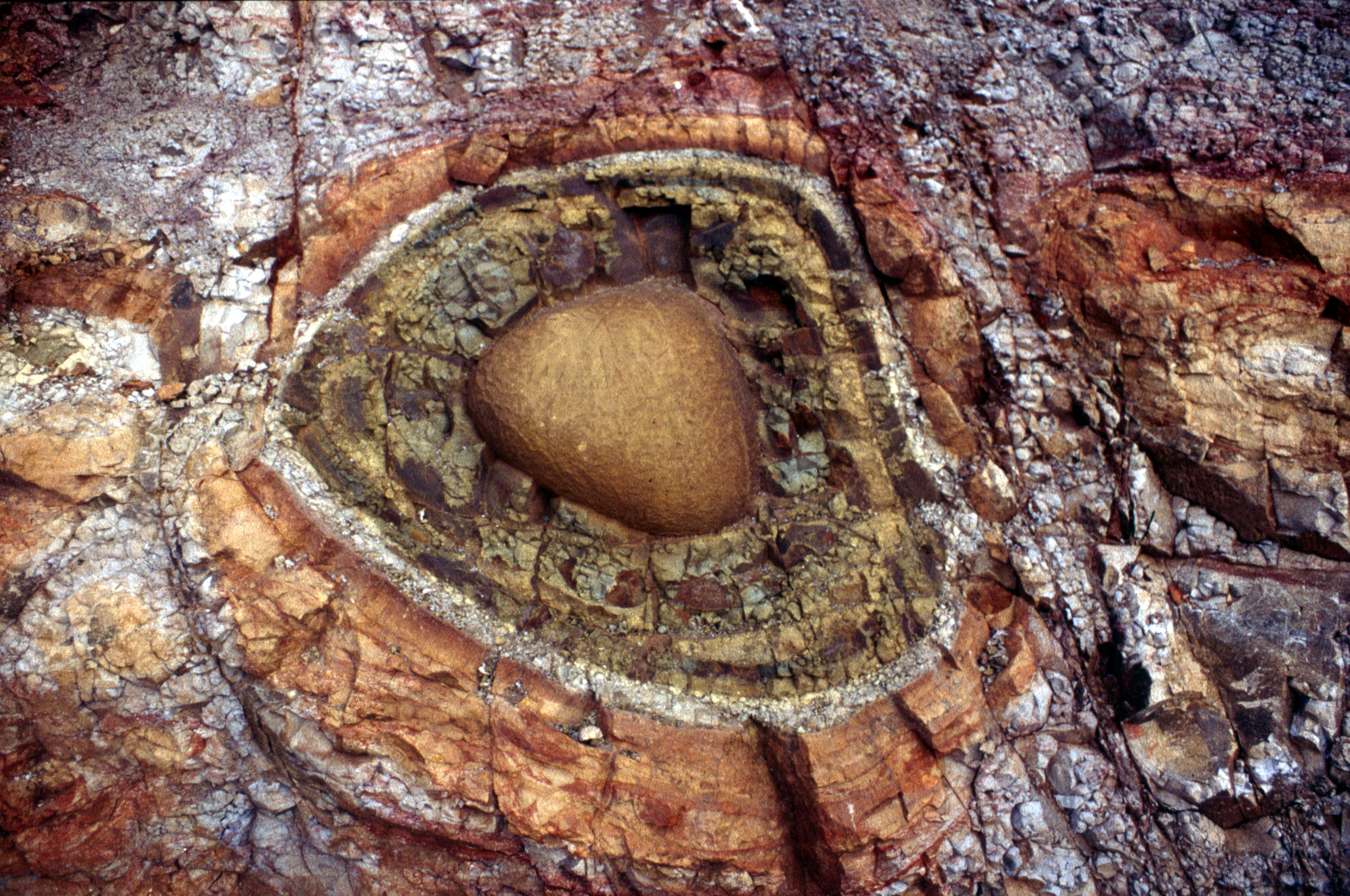
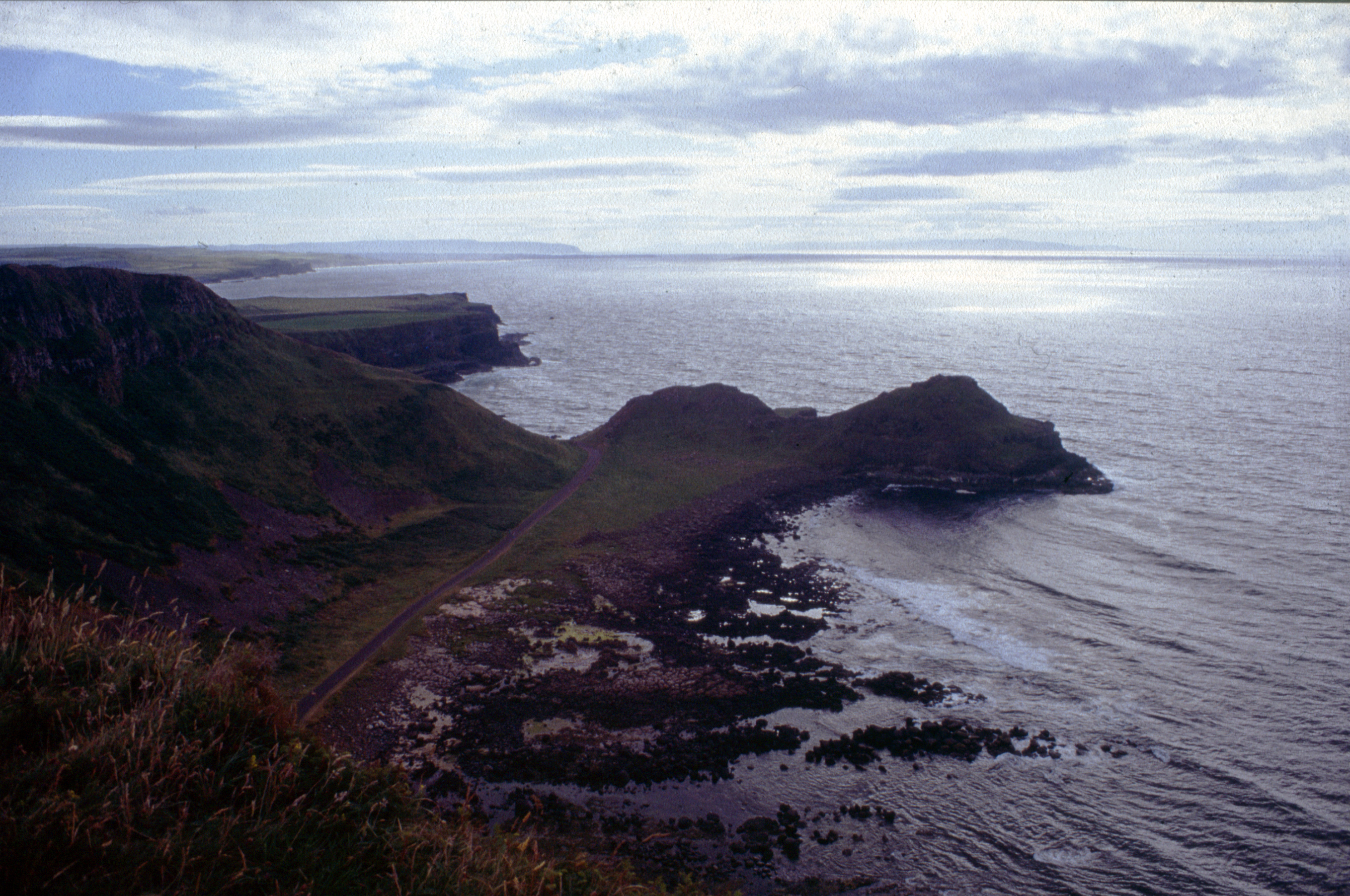
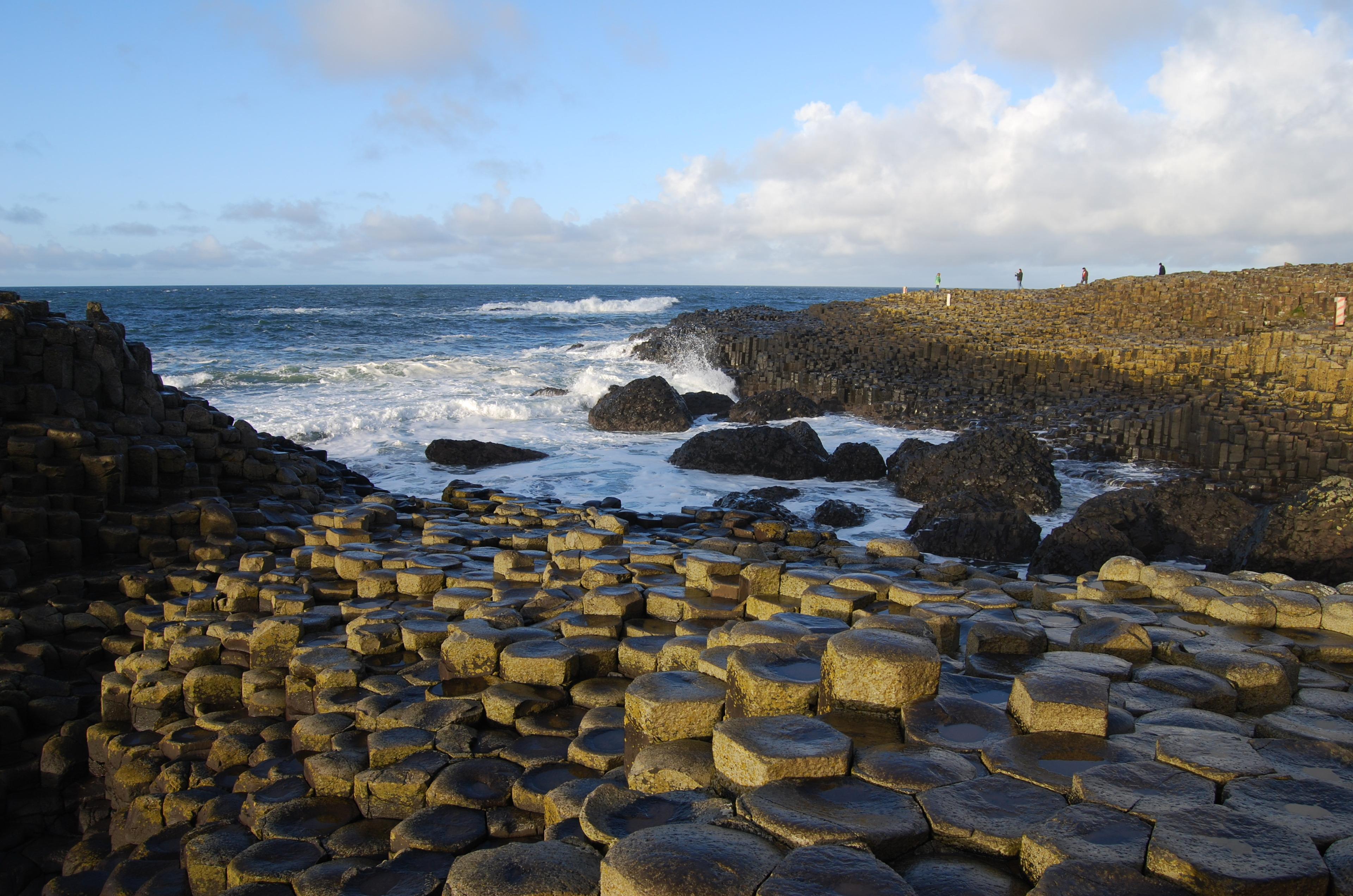